# Rijksgrens van België
De rijksgrens van België is de grens tussen het Koninkrijk België en zijn buurlanden. Het Koninkrijk België grenst aan Nederland, Duitsland, het groothertogdom Luxemburg en Frankrijk. De Belgische Exclusieve Economische Zone grenst eveneens aan die van het Verenigd Koninkrijk.

## Grens met Nederland

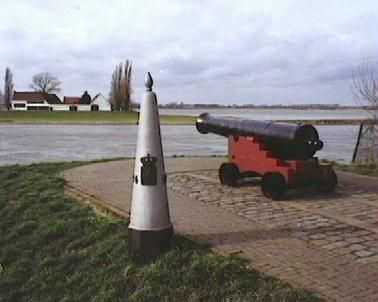
Grenspaal 124 tussen de gemeenten Maasbracht (NL) en Kinrooi (B) bij Stevensweert, gezien vanaf de Nederlandse kant.

Nadat België zich in 1830 onafhankelijk had verklaard, heeft het een lange tijd geduurd voordat de scheiding officieel werd vastgelegd. Op 19 april 1839 werd in Londen het Scheidingstraktaat getekend. Op 8 augustus 1843 werd dit gevolgd door een verdrag, gesloten in Maastricht, over de markering van de grens. Dit verdrag staat bekend als de Conventie van Maastricht. Een dag eerder werd de grens afgebakend tussen België en het groothertogdom Luxemburg, dat toen in een personele unie verbonden was met Nederland. In datzelfde jaar werd begonnen met het plaatsen van gietijzeren grenspalen, beginnend met nummer 1 op het Drielandenpunt in Vaals en eindigend met grenspaal nummer 365 nabij Retranchement in Zeeuws-Vlaanderen, allemaal met jaartal 1843. Langs de Maas werden aan weerszijden van de rivier palen geplaatst, steeds tegenover elkaar, met hetzelfde nummer. In de nabijheid van Baarle-Hertog met Baarle-Nassau werden géén palen geplaatst (maar ook geen nummers gereserveerd). De grenssituatie was er te complex. Verder zijn er in de loop der tijd palen bijgeplaatst en soms verplaatst na inpolderingen en grenscorrecties en dergelijke.
Een overzicht:
Voerstreek    — nrs. 1 – 44 → 44 grenspalen
Aan beide kanten vd Maas — nrs. 45 – 48 → 8 grenspalen
Rond Maastricht   — nrs. 49 – 106  → 58 grenspalen
Aan beide kanten vd Maas — nrs. 107 – 126 m.u.v. nr. 125 Nederlandse zijde → 39 grenspalen
2004 (niet geplaatst in 1843) — nr. 125 Nederlandse zijde → 1 grenspaal
Belgisch Limburg — nrs.127 – 194 → 68 grenspalen
Provincie Antwerpen — nrs. 195 – 269 → 75 grenspalen
1974 in Baarle-Hertog-Nassau — nr. 214/215 → 1 grenspaal
2000 aan Schelde-Rijnkanaal — nr. 268A → 1 grenspaal
Zeeuws-Vlaanderen — nrs. 270 – 365 → 97 grenspalen  (364 dubbel: 364A en 364B)
1869 in Willem-Leopoldpolder — nrs. 366 – 369 → 4 grenspalen
1869 in Willem-Leopoldpolder — nr. 364 → 1 grenspaal tussen 364A en 364B op het echte grenspunt
1905 in Hedwige- en Prosperpolder — nrs. 269A, B en C → 3 grenspalen
2000 aan de Traktaatweg bij Zelzate — nr. 307A → 1 grenspaal
In totaal staan er 401 grenspalen.
Bij het bepalen van de grens zijn ter hoogte van Baarle-Nassau en Baarle-Hertog enclaves en exclaves blijven bestaan die hun oorsprong vinden in het feodale tijdperk, toen bepaalde stukken grond eigendom waren van de heer van Nassau en andere van de hertog van Brabant. De grenssituatie in Baarle was zo complex, dat het dorp bij het markeren van de grens in 1843 is overgeslagen.
Op 20 juni 1959 velde het Internationaal Gerechtshof een vonnis, waarin een aantal betwiste percelen aan België werden toegewezen. Pas in 1995 zijn de grenzen in Baarle officieel vastgelegd
Kleine grenswijzigingen vonden plaats bij modus vivendi van 26 en 28 juni 1954 (Zondereigen), vervangen door de modus vivendi van 5 en 7 december 1956 (Zondereigen). Het betreft de percelen die door het Internationaal Gerechtshof aan België werden toegewezen. 

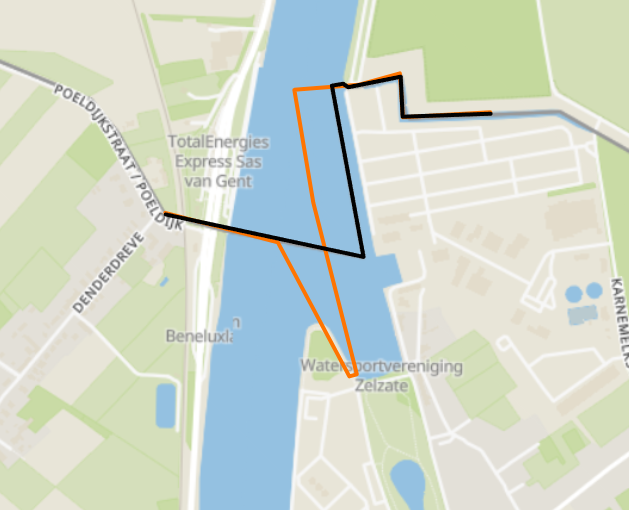
De grenswijziging van 1999 bij het kanaal Gent-Terneuzen. De oranje lijn is de vorige grens en de zwarte is de huidige grens.

De voorlaatste grenswijziging tussen België en Nederland werd op 23 juni 1999 van kracht na de inwerkingtreding van de Overeenkomst tussen het Koninkrijk België en het Koninkrijk der Nederlanden tot wijziging van de grens in het kanaal van Terneuzen naar Gent die op 6 januari 1993 in Brussel werd ondertekend. Door deze overeenkomst werden een aantal percelen grond geruild, die voordien door het kanaal van de rest van het Belgisch respectievelijk Nederlands grondgebied werden gescheiden. 
Op 1 januari 2018 werd de grens nogmaals gewijzigd wegens het rechttrekken van de Maas tussen Wezet en Eijsden in de jaren 1970. De loop van de Maas en daarmee de talweg waarop de grens sinds 1843 was gebaseerd, was veranderd. Hierdoor waren gebieden niet meer bereikbaar zonder elkaars grens te moeten passeren, wat overlast en jurisdictische complicaties veroorzaakte. Binnen De Eijsder Beemden worden de gebieden l'Illal (de schiereilandjes Presqu'île de l'Ilal en Presqu'île d'Eijsden; 16,37 hectare voormalig Belgisch grondgebied) geruild tegen La Frayère du Petit Gravier (3,09 hectare voormalig Nederlands grondgebied). België wordt hierdoor dus 13,28 hectare kleiner.
De grenzen van de territoriale zeeën en het continentaal plat van beide landen werden afgebakend bij de verdragen van Brussel van 18 december 1996.

### Grenscontroles
Tot in de jaren 1960 vonden er grenscontroles plaats op de grens tussen België en Nederland.
Echter is dit vanuit Belgische kant in 2020 (tijdelijk) weer ingevoerd wegens de Uitbraak SARS-CoV-2 in België. Hierbij werd niet-essentieel grensverkeer verboden. Dit om grenstoerisme tegen te gaan, waarbij Belgen massaal richting Nederland om horeca en winkels te bezoeken. Andersom kwamen Nederlanders naar België om te tanken, naar de supermarkt te gaan of te wandelen. Bij de grens met Duitsland gaat het om dezelfde problematiek, waarbij aan weerszijden van de grenzen verschillende maatregelen zijn genomen.

## Grens met Duitsland
Bij art. 31–39 van het Verdrag van Versailles van 28 juni 1919 werden de Duitse Kreise Eupen (overwegend Duitstalig) en Malmedy (deels Franstalig, deels Duitstalig in de gemeenten rond Sankt Vith), evenals het tot dan toe als condominium bestuurde Neutraal Moresnet aan België toegezegd (de zogenaamde Oostkantons, een aantal gemeenten daarvan vormen nu de Duitstalige Gemeenschap). De bevolking ervan stemde daarin toe in een (betwistbaar want niet geheim) referendum. België heeft ook de soevereiniteit over een spoorlijn door Duits grondgebied, de zogenaamde Vennbahn, die delen van de Duitse gemeenten Roetgen en Monschau van de rest van Duitsland afsnijdt. De Belgisch-Duitse grens werd definitief vastgelegd in een grensverdrag ondertekend te Aken op 6 november 1922 en de schikking van 7 november 1929. De grens werd nadien nog gewijzigd door een verdrag tot ruil van grondgebied van 10 mei 1935.
Tijdens de Tweede Wereldoorlog heeft Duitsland deze gebieden teruggenomen. Die annexatie ging echter verder dan een eenvoudige terugkeer naar de grenzen van voor 1914: Duitsland annexeerde extra gebied in België ten westen van de grens van voor 1914. 
Na de Tweede Wereldoorlog werd die annexatie ongedaan gemaakt. In 1949 mocht België van de Westelijke geallieerden extra gebied in Duitsland bezetten ten oosten van de grens van voor 1940. Later hebben België en Duitsland hun grens in onderling akkoord gecorrigeerd en bepaalde gebieden geruild (Verdrag tot correctie van de Belgisch-Duitse grens van 24 september 1956, met Protocol van 6 september 1960). 
De Belgisch-Duitse grens loopt van het Drielandenpunt bij Vaals tot aan het Drielandenpunt bij Ouren.

## Grens met Luxemburg
Koning Willem I hield bij de derde deling van Luxemburg vast aan het behoud van het Duitstalige (of beter Luxemburgstalige) deel van het Groothertogdom Luxemburg. Het Franstalige gedeelte en ook het gebied rond Aarlen (toen nog Duitstalig) kwamen toe aan België, zodat de weg Bastenaken–Martelange–Aarlen–Longwy (Frankrijk) (nu N4–N81) volledig buiten Luxemburg bleef. De grens werd afgebakend in een verdrag dat op 7 augustus 1843 in Maastricht werd ondertekend.
Grenswijzigingen vonden plaats bij overeenkomst van 23 augustus 1904 (Bigonville, Tintange, Harlange en Villers-la-Bonne-Eau), bij protocol van 11 januari 1922 (afbakening van de grens na aanhechting van Sankt Vith) en bij avenant van 21 november 1974.
De Belgisch-Luxemburgse grens loopt van het drielandenpunt bij Ouren tot aan het drielandenpunt bij Athus.

## Grens met Frankrijk
De grens met Frankrijk werd vastgelegd in het Grensverdrag tussen het Koninkrijk der Nederlanden en het Koninkrijk Frankrijk, met bijgevoegde processen-verbaal, ondertekend te Kortrijk op 28 maart 1820, en in het Protocol van de grenzencommissie, ondertekend te Reims op 25 oktober 1825, plechtig bevestigd in de Verklaring tussen België en Frankrijk, ondertekend te Parijs op 15 januari 1886, om de uitvoering te verzekeren van het Grensverdrag.
Kleine wijzigingen vonden plaats bij proces-verbaal van 26 september 1844 (grens ter hoogte van Pussemange, Sugny en Donchery), bij overeenkomst van 15 maart 1893 (grens tussen Roisin en Gussignies), bij verklaring van 30 juni 1896 (Grand-Rieu en Cousol), bij overeenkomst van 4 april 1900 (baan van Dottenijs naar Roubaix), bij overeenkomst van 22 januari 1902 (Belgisch recht van doorgang op de weg van Bouillon naar Sugny), bij overeenkomst van 12 april 1905 (rivier Ry), bij overeenkomst van 8 november 1905 (L'Escaillère, Rièzes, Regniowez en La Neuville-aux-Tourneurs), bij schikking van 15 mei 1906 (afbakening met het departement Meurthe-et-Moselle), bij overeenkomst van 30 december 1908 (Westouter en Sint-Janskappel), bij overeenkomst van 12 maart 1912 (Pussemange en Gespunsart), bij grensregeling van 15 april 1931, bij Akkoord tot aanvulling van het Grensverdrag van 26 januari 1940 en bij Avenant ondertekend op 14 januari 1974 bij het Grensverdrag.
De grenzen tussen de territoriale zeeën en het continentaal plat van beide landen werden afgebakend bij de verdragen van Brussel van 8 oktober 1990.
De Belgisch-Franse grens loopt van het drielandenpunt bij Athus tot aan de Noordzee bij De Panne.

## Grens met het Verenigd Koninkrijk
De territoriale zeeën van beide landen grenzen niet aan elkaar; een staat kan immers slechts een zone van 12 zeemijl tot territoriale zee uitroepen, en de Noordzee is tussen België en het Verenigd Koninkrijk aanzienlijk breder dan 24 zeemijl.
Wat het continentaal plat betreft is er wel een gemeenschappelijke grens, die werd afgebakend bij overeenkomst van Brussel van 29 mei 1991.